# NGC 1159
NGC 1159 (również PGC 11383 lub UGC 2467) – galaktyka spiralna znajdująca się w gwiazdozbiorze Perseusza. Odkrył ją Édouard Jean-Marie Stephan 2 grudnia 1883 roku.